# Baco
Baco (Bayan ng Baco) är en kommun i Filippinerna. Kommunen ligger på ön Mindoro, och tillhör provinsen Oriental Mindoro. Folkmängden uppgår till 30 167 invånare.

## Barangayer
Baco är indelat i 27 barangayer.
| - Alag - Bangkatan - Burbuli - Catwiran I - Catwiran II - Dulangan I - Dulangan II - Lumang Bayan - Malapad - Mangangan I - Mangangan II - Mayabig - Pambisan - Pulang-Tubig | - Putican-Cabulo - San Andres - San Ignacio (Dulangan) - Santa Cruz - Santa Rosa I - Santa Rosa II - Tabon-tabon - Tagumpay - Water - Baras (Mangyan Minority) - Bayanan - Lantuyang (Mangyan Minority) - Poblacion |